# ドン・ハーヴェイ
ドン・ハーヴェイ（Don Harvey,  本名：Donald Patrick Harvey II , 1960年5月31日 - ）は、アメリカ合衆国の俳優、声優。
ミシガン州出身。ミシガン大学卒業後、イェール大学演劇大学院を修了、ニューヨークに出て俳優となる。
脇役での出演が多く、『カジュアリティーズ』の伍長役などで知られる。

## 主な出演作品

### 映画
- クリープショー2/怨霊 Creepshow 2 (1987)
- アンタッチャブル The Untouchables (1987)
- エイトメン・アウト Eight Men Out (1988)
- レッド・アフガン The Beast (1988)
- カジュアリティーズ Casualties of War (1989)
- ダイ・ハード2 Die Hard 2: Die Harder (1990)
- ハドソン・ホーク Hudson Hawk (1991)
- アメリカン・ハート American Heart (1992)
- ジェリコ・フィーバー Jericho Fever (1993) テレビ映画
- グラス・シールド The Glass Shield (1994)
- メン・オブ・ウォー Men of War (1994)
- タンク・ガール Tank Girl (1995)
- ウォーターワールド Waterworld (1995)
- ラストダンス Last Dance (1996)
- レリック The Relic (1997)
- シン・レッド・ライン The Thin Red Line (1998)
- エディ&マーティンの逃走人生 Life (1999)
- スティール Riders (2002)
- ハイウェイ Highway (2002)
- セレブの種 She Hate Me (2004)
- バーナード・アンド・ドリス Bernard and Doris (2007)
- ウィレム・デフォー セブン:ビギンズ ～彩られた猟奇～ Anamorph (2008)
- パブリック・エネミーズ Public Enemies (2009)
- L.A. ギャング ストーリー Gangster Squad (2013)
- ノア 約束の舟 Noah (2014)
- コードネーム: プリンス The Prince (2014)
- 96時間/レクイエム Taken 3 (2015)
- シークレット・アイズ Secret in Their Eyes (2015)

### テレビドラマ
- 炎のテキサス・レンジャー Walker Texas Ranger (1997)
- フロム・ジ・アース/人類、月に立つ From the Earth to the Moon (1998)
- ザ・プリテンダー 仮面の逃亡者 The Pretender (1998-2000)
- ER緊急救命室 ER (2001)
- NYPDブルー NYPD Blue (2003)
- ミディアム 霊能者アリソン・デュボア Medium (2005)
- NUMBERS 天才数学者の事件ファイル Numb3rs (2009)
- クリミナル・マインド FBI行動分析課 Criminal Minds (2011)
- Luck (2011-2012)
- グッド・ワイフ The Good Wife (2012)
- JUSTIFIED 俺の正義 Justified (2013)

### テレビアニメ
- スーパーマン　Superman (1996)
- バットマン・ザ・フューチャー Batman Beyond (1999-2000)
- ジャスティス・リーグ Justice League (2005)